# Славное (Крым)
Сла́вное (до 1945 года Бака́л Тата́рский; укр. Славне, крымскотат. Baqqal, Бакъкъал) — село в Раздольненском районе Республики Крым, центр Славновского сельского поселения (согласно административно-территориальному делению Украины — Славновского сельского совета Автономной Республики Крым)

## Население
| 2001 | 2014 |
| ---- | ---- |
| 1262 | ↘914 |

Всеукраинская перепись 2001 года показала следующее распределение по носителям языка
| Язык             | Процент |
| ---------------- | ------- |
| русский          | 77.18   |
| украинский       | 16.48   |
| крымскотатарский | 4.36    |
| белорусский      | 1.03    |
| другие           | 0.32    |

### Динамика численности
| - 1806 год — 136 чел. - 1864 год — 105 чел. - 1889 год — 200 чел. - 1892 год — 154 чел. - 1900 год — 284 чел. - 1915 год — 307/84 чел. | - 1926 год — 280 чел. - 1939 год — 271 чел. - 1974 год — 1475 чел. - 1989 год — 1347 чел. - 2001 год — 1262 чел. - 2014 год — 914 чел. |

## Современное состояние
На 2016 год в Славном числится 12 улиц; на 2009 год, по данным сельсовета, село занимало площадь 100 гектаров, на которой в 454 дворах проживало более 1,1 тысячи человек. В Славном действуют школа-детский сад, сельский дом культуры, музей, библиотека, пожарная часть, отделение почтовой связи, сельская врачебная амбулатория ОПСМ, православный храм святителя Тихона Московского. Славное связано автобусным сообщением с райцентром и соседними населёнными пунктами.

## География
Славное — село на северо-западе района, в балке Джугеньская-Ахтанская, недалеко от её впадения в Бакальское озеро, высота центра села над уровнем моря — 8 м. Ближайшие населённые пункты — Котовское в 6 км на юго-запад и Стерегущее в 2,7 км на север. Расстояние до райцентра около 29 километров (по шоссе), ближайшая железнодорожная станция — Красноперекопск (на линии Джанкой — Армянск) — примерно 70 километров. Транспортное сообщение осуществляется по региональным автодорогам 35К-012 Черноморское — Воинка и 35Н-431 Славное — Берёзовка (по украинской классификации — Т-0107 и С-0-11111)

## История
Первое документальное упоминание села встречается в Камеральном Описании Крыма… 1784 года, судя по которому, в последний период Крымского ханства Аджи Бакал входил в Мангытский кадылык Козловскаго каймаканства. После присоединения Крыма к России (8) 19 апреля 1783 года, (8) 19 февраля 1784 года, именным указом Екатерины II сенату, на территории бывшего Крымского ханства была образована Таврическая область и деревня была приписана к Евпаторийскому уезду. С началом Русско-турецкой войной 1787—1791 годов, весной 1788 года производилось выселение крымских татар из прибрежных селений во внутренние районы полуострова, в том числе и из Бакала. В конце войны, 14 августа 1791 года всем было разрешено вернуться на место прежнего жительства. После павловских реформ, с 1796 по 1802 год входила в Акмечетский уезд Новороссийской губернии. По новому административному делению, после создания 8 (20) октября 1802 года Таврической губернии, Бакал был включён в состав Хоротокиятской волости Евпаторийского уезда.
По Ведомости о волостях и селениях, в Евпаторийском уезде с показанием числа дворов и душ… от 19 апреля 1806 года в деревне Бакал числилось 15 дворов, 133 крымских татарина и 3-е ясыров. На военно-топографической карте генерал-майора Мухина 1817 года деревня Ачибакак обозначена с 12 дворами. После реформы волостного деления 1829 года Бакал, согласно «Ведомости о казённых волостях Таврической губернии 1829 года» отнесли к Аксакал-Меркитской волости (переименованной из Хоротокиятской). На карте 1836 года в деревне 26 дворов, как и на карте 1842 года деревня Бакал обозначена с 26 дворами.
В 1860-х годах, после земской реформы Александра II, деревню приписали к Биюк-Асской волости. Согласно «Памятной книжке Таврической губернии за 1867 год», деревня была покинута жителями, вследствие эмиграции крымских татар, особенно массовой после Крымской войны 1853—1856 годов, в Турцию и вновь заселена татарами. В «Списке населённых мест Таврической губернии по сведениям 1864 года», составленном по результатам VIII ревизии 1864 года, Бакал — владельческая татарская деревня, с 18 дворами, 105 жителями и мечетью при колодцах (на трехверстовой карте Шуберта 1865—1876 года в деревне Бакал обозначено 20 дворов). В «Памятной книге Таврической губернии 1889 года», по результатам Х ревизии 1887 года, в деревне Бакал числилось 38 дворов и 200 жителей. Согласно «…Памятной книжке Таврической губернии на 1892 год», в деревне Бакал, входившей в Бакальское сельское общество, было 154 жителя в 29 домохозяйствах.
Земская реформа 1890-х годов в Евпаторийском уезде прошла после 1892 года, в результате Бакал приписали к Агайской волости.
По «…Памятной книжке Таврической губернии на 1900 год» в деревне, входившей в Бакальское сельское общество (куда кроме деревни входили одноимённые рыбный завод с 1 двором и 2 жителями, соляной промысел с 2 дворами и 13 жителями и кордон — 1 двор и 12 человек), числилось 284 жителя в 51 дворе. По Статистическому справочнику Таврической губернии. Ч.II-я. Статистический очерк, выпуск пятый Евпаторийский уезд, 1915 год, в Агайской волости Евпаторийского уезда числились: деревня Бакал — 49 дворов со смешанным населением в количестве 307 человек приписных жителей и 84 — «посторонних», из которых 204 мужчины и 187 женщин. Жители владели 625 десятинами удобной земли. В хозяйствах имелось 182 лошади, 6 волов, 61 корова и 670 голов мелкого скота.
После установления в Крыму Советской власти, по постановлению Крымревкома от 8 января 1921 года № 206 «Об изменении административных границ» была упразднена волостная система и в составе Евпаторийского уезда был образован Бакальский район, в который включили село, а в 1922 году уезды получили название округов. 11 октября 1923 года, согласно постановлению ВЦИК, в административное деление Крымской АССР были внесены изменения, в результате которых округа были отменены, Бакальский район упразднён и село вошло в состав Евпаторийского района. Согласно Списку населённых пунктов Крымской АССР по Всесоюзной переписи 17 декабря 1926 года, в селе Бакал (татарский), в составе упразднённого к 1940 году Киргиз-Казацкого сельсовета Евпаторийского района, числилось 58 дворов, все крестьянские, население составляло 280 человек, из них 259 татар, 14 русских и 7 украинцев, действовала татарская школа. Постановлением ВЦИК РСФСР от 30 октября 1930 года был создан Фрайдорфский еврейский национальный район (переименованный указом Президиума Верховного Совета РСФСР № 621/6 от 14 декабря 1944 года в Новосёловский) (по другим данным 15 сентября 1931 года) и село включили в его состав, а после создания в 1935 году Ак-Шеихского района (переименованного в 1944 году в Раздольненский) включили в состав нового. Видимо, тогда же село определили центром сельсовета, что зафиксированно в справочнике на 1940 год (в коем состоянии село пребывает всю дальнейшую историю). По данным всесоюзной переписи населения 1939 года в селе проживало 271 человек. На километровой карте Генштаба 1941 года село называлось просто Бакал, а в последнем доступном предвоенном источнике — на двухкилометровке РККА 1942 года — Бакал татарский.
В честь жителей села, погибших на фронтах Великой Отечественной войны в 1967 году в центре Славного установлен памятный знакк, в 1980-х годах заменённый на трёхгранный шпиль и вертикальную стелу на общем подиуме. Постановлением Совета министров Республики Крым № 627 от 20 декабря 2016 года памятник отнесён к категории объектов культурно-исторического наследия России регионального значения.
В 1944 году, после освобождения Крыма от фашистов, согласно Постановлению ГКО № 5859 от 11 мая 1944 года, 18 мая крымские татары были депортированы в Среднюю Азию. Указом Президиума Верховного Совета РСФСР от 21 августа 1945 года село, под названием Бакал-Тат (так, с точкой в конце, было подписано на карте 1942 года, что и перекочевало в текст указа) было переименовано в Славное и Бакальский сельсовет — в Славновский. С 25 июня 1946 года Славное в составе Крымской области РСФСР, а 26 апреля 1954 года Крымская область была передана из состава РСФСР в состав УССР. В период с 1954 по 1968 годы к селу присоединили посёлок Романовку. В 1958 году образован совхоз «Славное», который позже был преобразован в племовцесовхоз «Славное», а затем в госплемзавод «Славное».
Указом Президиума Верховного Совета УССР «Об укрупнении сельских районов Крымской области», от 30 декабря 1962 года Раздольненский район был упразднён и село присоединили к Черноморскому. 1 января 1965 года, указом Президиума ВС УССР «О внесении изменений в административное районирование УССР — по Крымской области»>, вновь включили в состав Раздольненского. В 2000 году ГПЗ «Славное» был реорганизован в ОАО "Племзавод «Славное». По данным переписи 1989 года в селе проживало 1347 человек. С 12 февраля 1991 года село в восстановленной Крымской АССР, 26 февраля 1992 года переименованной в Автономную Республику Крым. С 21 марта 2014 года в составе Крыма аннексировано Россией.

## Экономика
Специализация предприятия — разведение овец цыгайской породы, молочное скотоводство, садоводство, земледелие.

## Известные жители
В селе жили и работали Герои Социалистического Труда Александр Григорьевич Гаврилов и Мария Терентьевна Чуприна.

## Культура
В местном Доме Культуры ведут деятельность:
- Заслуженный народный ансамбль песни и танца «Славноцвит»,
- Заслуженный украинский народный хор,
- Духовой оркестр,
- Детский образцовый хор «Славновские колоски»[23].